# Oecetis fimbriata
Oecetis fimbriata är en nattsländeart som beskrevs av Navás 1935. Oecetis fimbriata ingår i släktet Oecetis och familjen långhornssländor. Inga underarter finns listade i Catalogue of Life.